# Šodolovci
Šodolovci (serbiska: Шодоловци) är en ort i Kroatien.   Den ligger i länet Baranja, i den östra delen av landet, 210 km öster om huvudstaden Zagreb. Šodolovci ligger 86 meter över havet och antalet invånare är 1 955.
Terrängen runt Šodolovci är mycket platt. Runt Šodolovci är det glesbefolkat, med 14 invånare per kvadratkilometer. Närmaste större samhälle är Osijek, 17,7 km norr om Šodolovci. Trakten runt Šodolovci består till största delen av jordbruksmark.